# Chevrolet
Chevrolet je američki proizvođač automobila, koji se razgovorno često naziva Chevy, a od 1918. godine dio je General Motors koncerna. Tvrtka je na tržištu prisutna od 3. studenog 1911., a osnovao ju je švicarski vozač utrka Louis Chevrolet, koji je 1900. imigrirao u Sjevernu Ameriku.
Chevrolet je tijekom pedesetih i šezdesetih godina prošlog stoljeća dominirao američkim tržištem, a 1963. tri od deset automobila prodanih na tom tržištu nosilo je upravo Chevroletovu značku. U svojoj povijesti tvrtka je proizvodila automobile u svim klasama, a među najpoznatije modele spadaju:
- Suburban, koji je u početku bio karavan predstavljen 1936. pod punim nazivom Suburban Carryall, a od osamdesetih ime se koristi za označavanje najvećih terenaca u ponudi tvrtke.
- Corvette, koji je jedan od najpoznatijih američkih sportskih automobila, a na tržištu je prisutan od 1953. i dosad proizveden u šest generacija.
- Camaro, koji je bio još jedan sportski automobil, a proizvodio se u četiri generacije od 1967. do 2002.

Od 2005. godine na cijelom se europskom tržištu imenom Chevrolet označuju i automobili dosad prodavani pod značkom južnokorejskog Daewooa, a na naše tržište tako označeni automobili počeli su dolaziti već godinu dana ranije.

## Ponuda automobila marke Chevrolet

### Hrvatska
- Captiva
- Evanda
- Aveo
- Lacetti
- Matiz
- Spark
- Tacuma
- Orlando
- Cruze

### SAD
- Avalanche
- Aveo
- Blazer
- Cavalier
- Cobalt
- Colorado
- Corvette
- Equinox
- Impala
- Malibu
- Monte Carlo
- Silverado
- SSR
- Suburban
- Tahoe
- TrailBlazer
- Uplander
- Venture

## Vanjske poveznice
- Chevrolet
- Chevrolet Europa